# Pirimicarb
Pirimicarb (ISO-naam) is een selectief, systemisch insecticide uit de groep der carbamaten, dat gebruikt wordt tegen bladluizen op een groot aantal teelten: fruit- en groententeelten, graangewassen en sierplanten. Het is een acetylcholinesterase-inhibitor.
Pirimicarb is sedert 1970 op de markt. Het werd oorspronkelijk ontwikkeld door het Britse ICI Ltd. Het is het actief bestanddeel van onder andere Pirimor van Syngenta Crop Protection.

## Regelgeving
Pirimicarb is sedert 1 februari 2007 opgenomen in de lijst van pesticiden die in de lidstaten van de Europese Unie kunnen toegelaten worden (de bijlage I bij Richtlijn 91/414/EEG).

## Toxicologie en veiligheid
Pirimicarb heeft een hoge acute orale toxiciteit en is ook toxisch bij inademing. De dermale toxiciteit is laag, maar de stof kan de huid sensitiseren. De stof is niet genotoxisch maar uit proeven op muizen is gebleken dat ze mogelijk kankerverwekkend is; het is echter niet duidelijk of dit relevant is voor de mens.